# Соколенко Андрій Аполлінарійович
Андрі́й Аполліна́рійович Соколе́нко (31 серпня 1973 — 17 травня 2015) — український військовослужбовець, полковник Національної гвардії України, учасник російсько-української війни. Герой України (2019).

## Життєпис

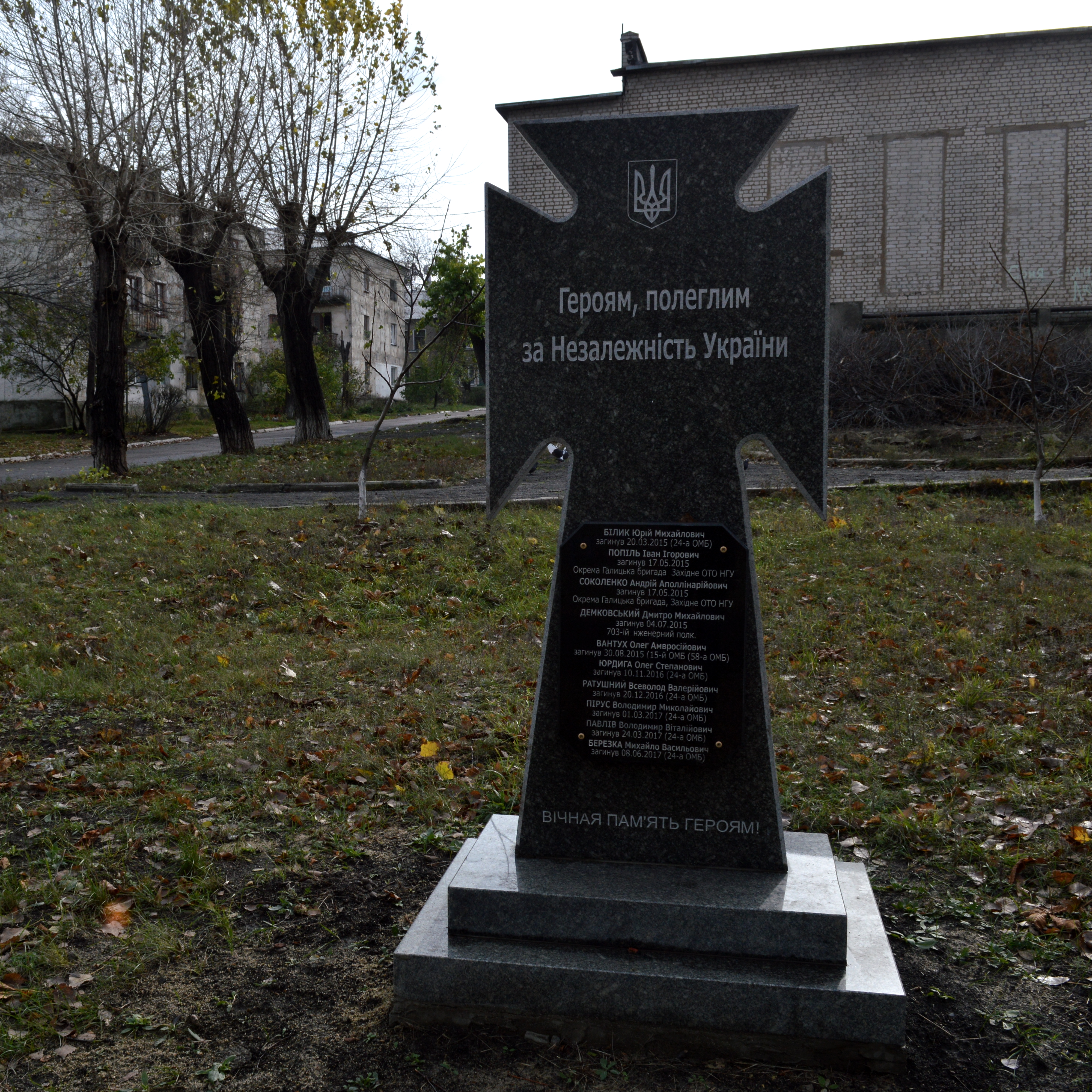
Пам'ятник загиблим українським воякам у селищі Новотошківське.

Народився 1973 року у місті Запоріжжя. 1994 року закінчив інженерно-технічний факультет Харківського вищого військового училища Національної гвардії України, проходив службу на офіцерських посадах у 2-й окремій Галицькій бригаді внутрішніх військ МВС України (з березня 2014-го — Національної гвардії України), згодом, за 20 років, обійняв посаду заступника командира військової частини з тилу — начальника тилу.
У військовій частині в зоні бойових дій відповідав за логістику. 17 травня 2015-го загинув внаслідок підриву на фугасі автомобіля УАЗ, що рухався ґрунтовою дорогою до села Троїцьке Попаснянського району. У автомобілі військовики та волонтери розвозили гуманітарну допомогу на передову лінію. Тоді ж загинули молодший сержант Іван Попіль, волонтери Володимир Богданович Боднар (організація «Варта-1») та Геннадій Євдокименко, вижив тільки волонтер Андрій Романчак (з опіками 70 % поверхні тіла). Це була четверта ротація полковника Соколенка.
Залишилися батьки — мама Валентина Олексіївна, батько — полковник у відставці Аполлінарій Григорович Соколенко, старший брат Сергій, який служив полковником у Кримському територіальному командуванні ВВ МВСУ, дружина Ірина та 15-річна донька Аліна.
20 травня 2015-го похований з військовими почестями у місті Львів, на Личаківському цвинтарі.

## Нагороди
- Звання Герой України з удостоєнням ордена «Золота Зірка» (9 травня 2019, посмертно) — за виняткову особисту мужність і героїзм, виявлені у захисті державного суверенітету та територіальної цілісності України, вірність військовій присязі[2]
- Орден «За мужність» III ст. (27 червня 2015, посмертно) — за особисту мужність і високий професіоналізм, виявлені у захисті державного суверенітету та територіальної цілісності України, вірність військовій присязі[3]
- Медаль «За військову службу Україні» (25 березня 2015) — за особисту мужність і високий професіоналізм, виявлені у захисті державного суверенітету та територіальної цілісності України[4]
- Медаль «За бездоганну службу» III ст. (4 вересня 2009) — за вагомий особистий внесок у зміцнення законності та правопорядку, зразкове виконання військового і службового обов'язку щодо захисту конституційних прав і свобод громадян та з нагоди 70-річчя створення військової частини 3002[5]